# Mary Anne Whitby
Pour les articles homonymes, voir Whitby.
Mary Anne Theresa Whitby, née Symonds (18 décembre 1783 - 5 août 1850), est une artiste, écrivaine et entomologiste anglaise. Connue pour ses travaux sur l’élevage des vers à soie, elle participe à la réintroduction de la sériciculture au Royaume-Uni. Elle correspond avec Charles Darwin au sujet des vers à soie et conduit des expériences aidant à l’élaboration de la théorie de la sélection naturelle. 

## Premières années
Mary Anne Theresa Symonds naît le 18 décembre 1783, elle est la fille du capitaine de la Royal Navy Thomas Symonds (en). Son frère, William Symonds (en) est Surveyor of the Navy (« arpenteur de la marine »). Elle épouse John Whitby, alors flag captainpour l'amiral William Cornwallis, ils sont ensemble une fille, Theresa. En 1806, lorsque le commandement de la channel fleet lui est retiré, William Cornwallis invite le couple à vivre au domaine de Newlands, à Milford on Sea. Après le décès de John Whitby, le 6 avril 1806, Mary Whitby reste auprès de William Cornwallis. À la mort de ce dernier en juillet 1819, elle hérite de la majorité du domaine de Newlands. 
Mary Whitby achète par la suite le domaine de Milford Baddesley, situé dans la même région, dans lequel elle passe le reste de sa vie. En 1827, sa fille épouse Frederick Richard West (en), membre du parlement représentant le district de Denbigh et cousin de George John Sackville-West, 5e comte de la Warr. Leurs enfants prennent Cornwallis comme second nom, dont le politicien et membre du parlement William Cornwallis-West (en).

## Sériciculture
En 1835, Mary Whitby rencontre lors d’un voyage en Italie un entrepreneur Anglais qui gagne sa vie de l’élevage de vers à soie sur une culture de mûrier à Milan. Elle décide d’importer le concept en Angleterre, espérant relancer la sériciculture dans le pays et fournir un emploi aux femmes démunies. Le roi Jacques Ier avait précédemment tenté d’établir la sériciculture sur mûrier au dix-septième siècle. Cependant, si les mûriers avaient poussé aisément, les vers à soie n’avaient pu être élevés.
Il faudra une décennie à Marie Whitby pour développer une production économiquement viable. En 1844, elle produit 20 coudées (environ 18 mètres) de damas qu’elle présente à la reine Victoria.

## Travaux avec Charles Darwin
En 1846, Marie Whitby présente un papier sur l’élevage des vers à soie lors d’une réunion à Southampton de la British Science Association. Elle y rencontre Charles Darwin, il lui propose, par la suite, d’effectuer une série d’expériences sur l’hérédité chez les vers à soie, étudiant par exemple la transmission au cours des générations du caractère d’absence de production de soie. Darwin lui demande également son avis sur une série de questions sur le vol des papillons d’élevage et le comportement de différentes espèces de chenilles. Mary Whitby fournit à Darwin une collection de papillons, notant leur dimorphisme sexuel, et s’engage à effectuer des travaux détaillées. 
Ces expériences de croisement sur vers à soie sont menées pendant deux ans et montrent que les caractéristiques du stade larvaire sont hérités. Ces résultats seront publiés par Charles Darwin en 1868 dans De la variation des animaux et des plantes sous l'action de la domestication.